# Nébia
Nébia est une commune rurale située dans le département de Dassa de la province de Sanguié dans la région du Centre-Ouest au Burkina Faso.

## Histoire
L'histoire de la commune est marquée par la découverte d'or en 2010, entraînant une explosion démographique avec l'arrivée de 2 000 à 3 000 personnes (en provenance des mines de Divolet et de celles de Yerdioun fermées depuis un certain temps) pour leur exploitation minière et la création de campements de fortune transformés petit à petit en village minier. Outre les problèmes écologiques et sanitaires, l'arrivée massive d'orpailleurs a entraîné de façon corollaire des activités de prostitution, de trafic de drogue et de délinquance.

## Économie
L'exploitation artisanale de l'or dans des mines à ciel ouvert situées au sud de Nébia a entrainé un boom économique important pour cette petite commune et les environs de Dassa, dans cette zone traditionnellement agricole et pastorale. Cependant de nombreux accidents mortels sont survenus au début de l'exploitation, faite dans des conditions chaotiques et anarchiques. D'importants problèmes sanitaires sont apparus, notamment avec la contamination de l'eau (puits et cours d'eau) par les produits chimiques et métaux lourds (mercure, cyanure, arsenic), et la pollution de l'air par les fumées, ainsi que des problèmes écologiques avec une déforestation massive pour récupérer du combustible. Contrairement aux mines de Divolet, voisines de 3 km, qui se trouvent sur un socle pierreux, les mines de Nébia sont de nature sablonneuse, donc plus faciles mais aussi beaucoup plus dangereuses à exploiter.

## Éducation et santé
Le centre de soins le plus proche de Nébia est le centre de santé et de promotion sociale (CSPS) de Dassa tandis que le centre médical avec antenne chirurgicale (CMA) se trouve à Réo.
Nébia possède une école primaire, d'environ 200 élèves, qui a dû être fermée en raison des activités d'orpaillage.